# Tia Mare
Tia Mare é uma comuna romena localizada no distrito de Olt, na região de Oltênia. A comuna possui uma área de 58.06 km² e sua população era de 4838 habitantes segundo o censo de 2007.